# Georges Radet
Georges-Albert Radet (Chesley, 28 de noviembre de 1859-Saint-Morillon, 9 de julio de 1941) fue un epigrafista, arqueólogo e historiador francés.

## Biografía
Después de estudiar en la Éscuela Normal Superior de París, aprobó con éxito la agregación en 1884 y ese mismo año ingresó en la Escuela Francesa de Atenas. Especialista en Asia, viajó numerosas veces por el continente y en 1892 defendió su tesis doctoral bajo el título: La Lydie et le monde grec au temps de Mermnades, 687-546.
Entre 1888 y 1934, enseñó en la facultad de letras de la Universidad de Burdeos, llegando a ser su decano entre 1899 y 1919.
Fue miembro correspondiente de la Academia de Inscripciones y Bellas Letras en 1904, elegido el 13 de noviembre de 1925 miembro libre de la Academia de Inscripciones y Bellas Letras.
Fue cofundador de la Escuela de Estudios Hispánicos Avanzados así como de la Casa de Velázquez.
Bajo el seudónimo de Georges Chesley o Cheslay, publicó también La Convention nationale en 1884: su obra, 1792-1795 y en 1904 Brocéliande, una "leyenda dramática en 4 actos y en verso, tomada del ciclo bretón".

## Publicaciones
- La Lydie et le monde grec au temps des Mermnades (687-546) (« Bibliothèque des Écoles françaises d'Athènes et de Rome», 63), Paris, Thorin, 1893.
- L'histoire et l’œuvre de l'École française d'Athènes, Paris, A. Fontemoing, 1901, prix Kastner-Boursault de l’Académie française en 1902
- Notes critiques sur l'histoire d'Alexandre, Bordeaux, Féret & fils, 1925-1927, 86 p.

### Bajo el seudónimo de Georges Chesley o Georges Cheslay
- Cheslay, G.-R. (1884). La Convention nationale : son œuvre, 1792-1795. Bibliothèque d'éducation moderne (en francés). Paris: Charavay frères.
- Chesley, Georges (1904). Brocéliande : légende dramatique en 4 actes et en vers, empruntée au cycle breton. Bordeaux: Féret et fils.